# Campionati asiatici di badminton 2008
I Campionati asiatici di badminton 2008 si sono svolti a Johor Bahru, in Malaysia. È stata la 27ª edizione del torneo, organizzato dalla Badminton Asia.

## Podi
| Evento              | Oro                         | Argento                       | Bronzo                         |
| Singolare maschile  | Park Sung-hwan              | Chen Jin                      | Lin Dan                        |
| Singolare maschile  | Park Sung-hwan              | Chen Jin                      | Sony Dwi Kuncoro               |
| Singolare femminile | Jiang Yanjiao               | Wang Lin                      | Wang Chen                      |
| Singolare femminile | Jiang Yanjiao               | Wang Lin                      | Yip Pui Yin                    |
| Doppio maschile     | Jung Jae-sung Lee Yong-dae  | Candra Wijaya Nova Widianto   | Lee Jae-jin Hwang Ji-man       |
| Doppio maschile     | Jung Jae-sung Lee Yong-dae  | Candra Wijaya Nova Widianto   | Koo Kien Keat Tan Boon Heong   |
| Doppio femminile    | Yang Wei Zhang Jiewen       | Cheng Wen-Hsing Chien Yu-chin | Lilyana Natsir Vita Marissa    |
| Doppio femminile    | Yang Wei Zhang Jiewen       | Cheng Wen-Hsing Chien Yu-chin | Lee Hyo-jung Lee Kyung-won     |
| Doppio misto        | Flandy Limpele Vita Marissa | Nova Widianto Lilyana Natsir  | He Hanbin Yu Yang              |
| Doppio misto        | Flandy Limpele Vita Marissa | Nova Widianto Lilyana Natsir  | Fang Chieh-min Cheng Wen-Hsing |